# Săcădat, Bihor
Săcădat (în maghiară Mezőszakadát, colocvial Szakadát, în trad. „Rupta”) este satul de reședință al comunei cu același nume din județul Bihor, Crișana, România.

## Demografie
În 1992, Săcădat avea o populație de 934 de locuitori.

## Geografie
În acest sat există o fabrică de lapte și o stație de captare, epurare și distribuție a apei în trei localități învecinate (Borșa, Sacadat și Chijic). În satul Borșa mai există o biserică din lemn, monument istoric din secolul XVII.

## Personalități
- Iosif Tărău (1882 - 1969), deputat în Marea Adunare Națională de la Alba Iulia 1918